# Myristica koordersii
Myristica koordersii är en tvåhjärtbladig växtart som beskrevs av Otto Warburg. Myristica koordersii ingår i släktet Myristica och familjen Myristicaceae. Inga underarter finns listade i Catalogue of Life.